# Samuel Inglefield
Samuel Inglefield (1783 - 24 de febrero de 1848) fue un oficial de la Marina Real Británica.

## Biografía
Comandante de su flota en la Batalla de la Vuelta de Obligado el 20 de noviembre de 1845. En alianza con la flota de Francia al mando de François Thomas Tréhouart logró una victoria pírrica frente a los criollos de la Confederación Argentina que comandó Lucio Norberto Mansilla, durante el gobierno de Juan Manuel de Rosas, sin embargo cayeron derrotados el 4 de junio de 1846 en la Batalla de Quebracho. También participó en las Guerras Napoleónicas y de la Revolución Francesa. Ofició como comandante en las Indias Orientales y China, muriendo en ese puesto en 1848. 
Fue nombrado compañero de la Orden del Baño.